# بخش بنگلور روستایی
بخش بنگلور روستایی (به انگلیسی: Bangalore Rural district) یک بخش در هند است که در کارناتاکا واقع شده‌است.